# Guillaume-Marie-Joseph Labouré
Guillaume-Marie-Joseph Labouré (Achiet-le-Petit, 27 ottobre 1841 – Rennes, 21 aprile 1906) è stato un cardinale e arcivescovo cattolico francese.

## Biografia

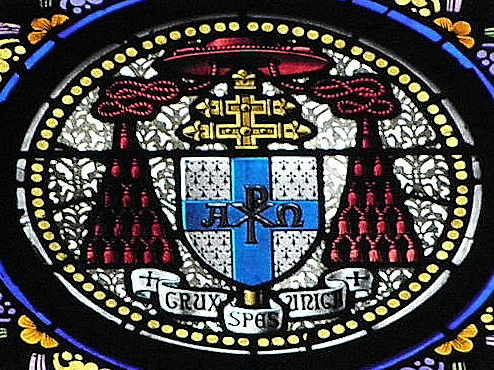
Stemma del cardinale Guillaume-Marie-Joseph Labouré

Nacque a Achiet-le-Petit il 27 ottobre 1841.
Papa Leone XIII lo elevò al rango di cardinale nel concistoro del 19 aprile 1897.
Morì il 21 aprile 1906 all'età di 64 anni.

## Genealogia episcopale e successione apostolica
La genealogia episcopale è:
- Cardinale Scipione Rebiba
- Cardinale Giulio Antonio Santori
- Cardinale Girolamo Bernerio, O.P.
- Arcivescovo Galeazzo Sanvitale
- Cardinale Ludovico Ludovisi
- Cardinale Luigi Caetani
- Cardinale Ulderico Carpegna
- Cardinale Paluzzo Paluzzi Altieri degli Albertoni
- Papa Benedetto XIII
- Papa Benedetto XIV
- Papa Clemente XIII
- Cardinale Giovanni Francesco Albani
- Cardinale Carlo Rezzonico
- Cardinale Antonio Dugnani
- Arcivescovo Jean-Charles de Coucy
- Cardinale Gustave-Maximilien-Juste de Croÿ-Solre
- Vescovo Charles-Auguste-Marie-Joseph Forbin-Janson
- Cardinale François-Nicholas-Madeleine Morlot
- Arcivescovo Henri Louis Charles Maret
- Cardinale Guillaume-René Meignan
- Cardinale Guillaume-Marie-Joseph Labouré

La successione apostolica è:
- Arcivescovo Constant-Ludovic-Marie Guillois (1894)
- Vescovo Augustin-Victor Deramecourt (1898)
- Vescovo Joseph Guérard (1899)